# Nikola Vujčić (pjesnik)
Nikola Vujčić (Velika Gradusa kod Siska, 1956.), pjesnik. Diplomirao je na Filološkom fakultetu Sveučilišta u Beogradu. Bio je urednik časopisa "Znak", glavni i odgovorni urednik "Književne reči", urednik u Književnoj omladini Srbije, glavni i odgovorni urednik lista Vukove zadužbine "Zadužbina" i urednik u izdavačkoj kući "Filip Višnjić". Član je srpskog PEN centra. Živi u Beogradu.
Svojom poezijom čini jedan istrajan i samosvojan glas srpske poezije. Uključivši se u tokove europskog pjesništva, Vujčić ispisuje svoju poetsku matricu preispitujući vječito medij u kojem se ostvaruje. U svojoj prvoj knjizi Vujčić se znao držati arhetipova od kojih je najznačajniji voda. Kasnije su preostali samo lirski subjekt, jezik i riječi. Riječi su promatrane kao trošni predmeti, nesavršeni jezik koji ih imenuje, relativizira sve, stvarajući prazninu. Ostaje samo pjesma izatkana od trošnosti koja se osipa u ništavilo. Pjesma postoji izvan svijeta o kojem pjeva i u kojem je nastala.
Dobio je nagradu "Braća Micić" (1994.), Vukovu nagradu Matice srpske (2003.) i Disovu nagradu (2009.).

## Djela
Objavio je knjige pjesama:
- "Tajanstveni strelac" (1980.)
- "Novi prilozi za autobiografiju" (1983.)
- "Disanje" (1988.)
- "Čistilište" (1994.)
- "Kad sam bio mali" (pjesme za djecu, 1995.)
- "Prepoznavanje" (2002.)
- "Zvuk tišine" (2008.)
- "Novi prilozi za autobiografiju" (drugo, dopunjeno izdanje, 2008.)
- "Rasuti zvuk" (2009.)
- "Dokle pogled dopire" (2010.)